# Limbrichterbos
Het Limbrichterbos is een bosrijk natuurgebied in de Nederlandse provincie Limburg, gelegen tussen de plaatsen Limbricht, Born en Sittard.
Het Limbrichterbos heeft een grootte van 91 hectare en omvat een aaneengesloten bosgebied met enkele omliggende graslanden. Het bosgebied bestaat overwegend uit loofbomen en is een overblijfsel van het vroegere veel grotere "Graetbos". Door het natuurgebied loopt een watergang genaamd de Bosgraaf en ten westen loopt de Limbrichterbeek. Ten noorden van het Limbrichterbos bevindt zich nog een kleiner bos met een visvijver genaamd "de Rollen" en ten zuiden bevindt zich het natuurgebied Grasbroek en het landelijke gebied de Graetheide. Het gebied wordt beheerd door de Vereniging Natuurmonumenten.
De aanleg van de provinciale weg N297 heeft gezorgd voor een ecologische hindernis tussen het Limbrichterbos en noordelijker gelegen natuurgebieden als het 't Hout bij Susteren. Dit is deels opgevangen door de aanleg van een ecoduct over de weg. Verder vormt de A2 ook een barrière tussen het Limbrichterbos en het Grensmaasgebied. Momenteel bestaan er plannen het huidige agrarische gebied rond het Limbrichterbos te ontwikkelen tot een (natuur)golfbaan en de ecologische verbinding met omgevende natuurgebieden te versterken.

## Fotogalerij

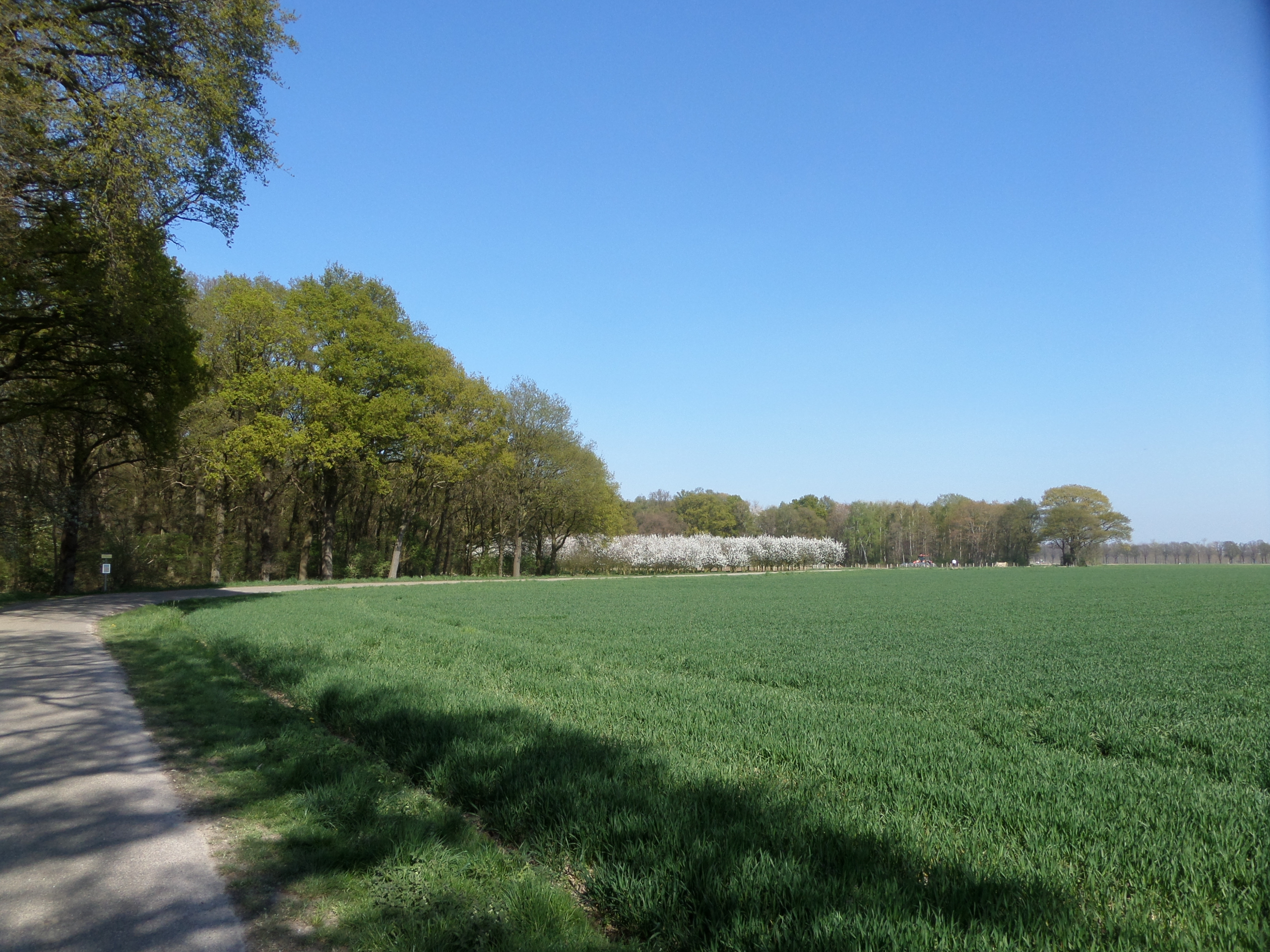
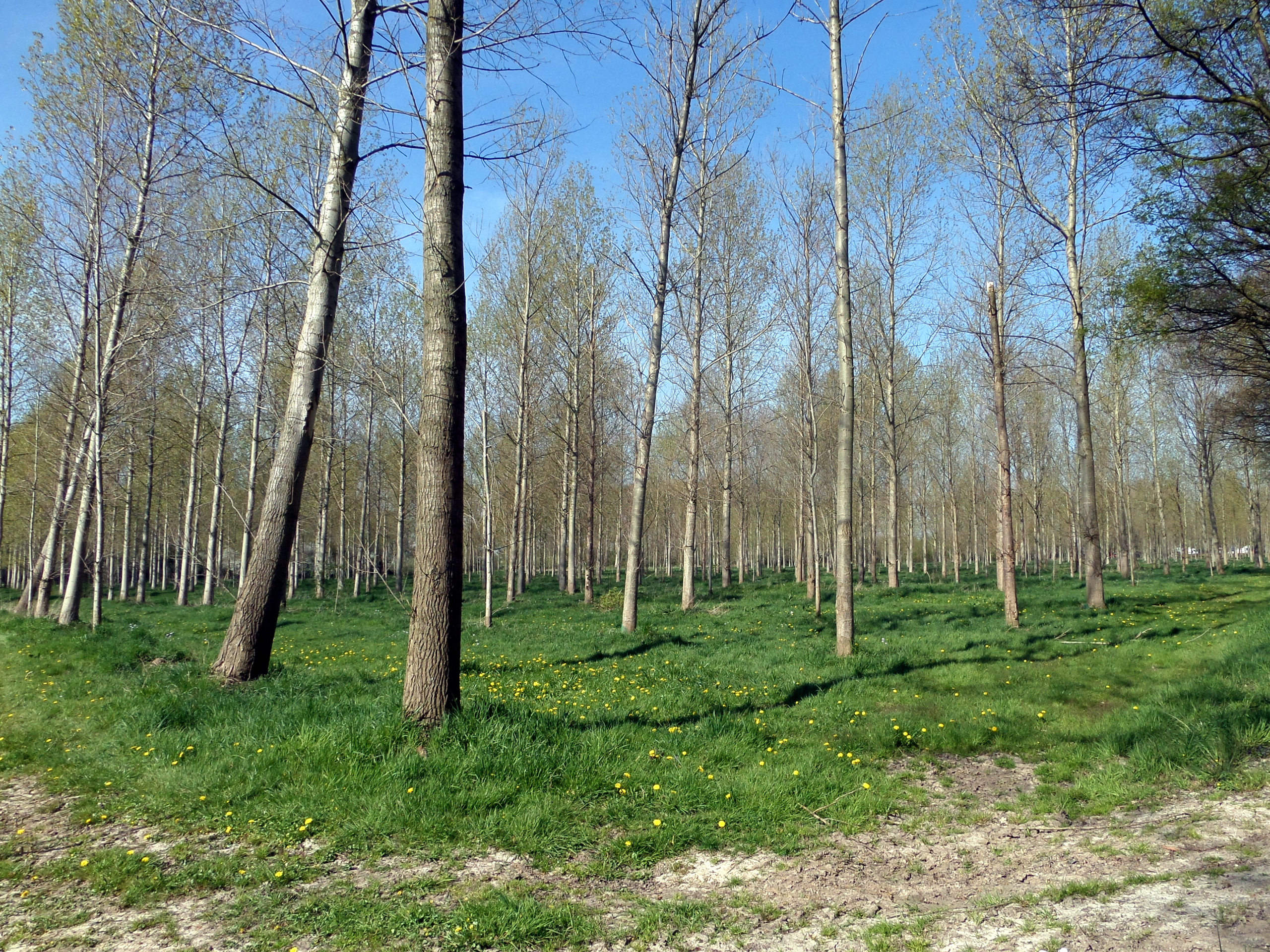
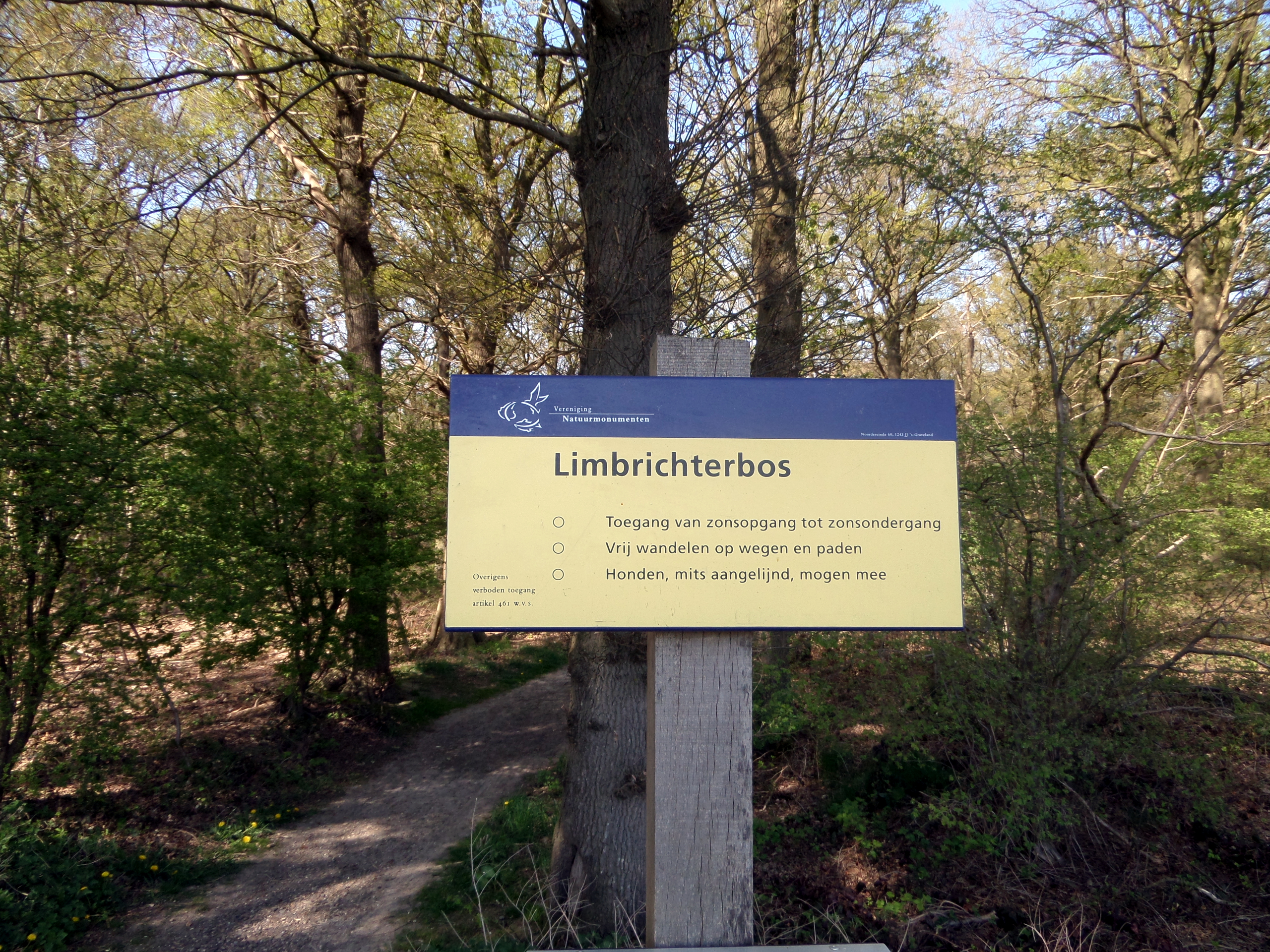